# Anne Grete Preus
Anne Grete Preus (née le 22 mai 1957 à Haugesund et décédée le 25 août 2019) est une chanteuse, musicienne et autrice-compositrice norvégienne de rock.
Anne Grete Preus a joué avec les groupes de rock Veslefrikk (1978-1981) et Can Can (no) (1983-1987), puis sorti neuf albums solo depuis ses débuts en tant qu'artiste solo en 1988. Elle compte plusieurs prix, dont trois Spellemannprisen. Dans le contexte norvégien, elle apparait comme une pionnière pour les artistes fémininines de rock.

## Biographie
Dès 1995, Anne Grete Preus devient membre du groupe Vertavokvartetten et joue 25 concerts à Noreg. Preus sort l'album Vrimmel en 1996. Plata se joint à l'album Hjertets lys. En 1997, elle enregistre son premier album en solo, mais se retrouve à la tête d'un groupe dans sa carrière. C'est à cette occasion qu'est créé Mosaikk - 16 biter.
En 1999, elle compose de la musique pour le théâtre Skammen for Amfiscenen. En 2001, elle sort l'album solo Alfabet. Le compositeur français Hector Zazou en est également producteur. En 2004, elle enregistre Når dagen roper, dont le guitariste suédois Georg Wadenius en est le producteur. Cet album est produit après un long séjour à Paris, et l'Aftenposten déclare que cet album est le meilleur de sa catégorie. Eivind Aarset et Nils Petter Molvær ont tous deux participé à Om igjen for første gang (2007). Cette année, elle publie également Sangbok.
Le premier album solo d'Anne Grete Preus s'intitule Nesten alene, sorti en 2009. En 2010, elle et Kjetil Bjerkestrand composent des morceaux pour le dernier disque d'Agnar Mykle, Riksteateret. Elle donne des concerts jusqu'en 2017, date de son décès,.

## Vie personnelle
Anne Grete Preus vivait en concubinage avec Eva-Maria Bekier et ses enfants entre 2004 et 2007. Preus vivait en partie à Oslo et en partie à Paris, où elle disposait d'un studio d'écriture.

## Distinctions
- Gammleng-prisen, 1992
- Kardemommestipendiet, 1992
- Spellemannprisen, 1994
- Tekstforfatterfondets ærespris, 2006
- Norsk Artistforbunds Ærespris, 2007
- Prøysenprisen, 2007
- Edvardprisen, 2008
- Skjæraasenprisen, 2010
- Årets heiderspris under Spellemannprisen, 2013

## Discographie
- 1988 : Fullmåne
- 1989 : Lav sol! Høy himmel
- 1991 : Og høsten kommer tidsnok
- 1994 : Millimeter
- 1996 : Vrimmel
- 2001 : Alfabet
- 2004 : Når dagen roper
- 2007 : Om igjen for første gang
- 2009 : Nesten alene